# Малиновка (Красноармейский район)
Малиновка — посёлок в Красноармейском районе Челябинской области России. Входит в состав Дубровского сельского поселения.

## География
Посёлок находится на северо-востоке Челябинской области, в лесостепной зоне, к западу от железнодорожной линии Челябинск — Каменск-Уральский, на расстоянии 22 километров (по прямой) к северо-западу от села Миасского, административного центра района. Абсолютная высота 221 метр над уровнем моря.

## Население
| 2002 | 2010 |
| ---- | ---- |
| 2    | ↘0   |

Национальный состав
Согласно результатам переписи 2002 года, в национальной структуре населения татары составляли 50 %, башкиры — 50 %.

## Улицы
Уличная сеть посёлка состоит из четырёх улиц.